# Canal de Beaumont
Le canal de Beaumont est un canal d'irrigation de France situé en Isère, dans le massif des Écrins. Il tire son nom du Beaumont, petite région naturelle dont il permet l'irrigation des champs.

## Géographie
Captant l'eau de la Bonne au niveau de la Chapelle en Valjouffrey à 950 mètres d'altitude sur l'ubac du Gargas, cette voie d'eau contourne les montagnes par l'ouest avant d'arriver à Quet-en-Beaumont sur la rive droite du Drac entre 850 et 800 mètres d'altitude,. Dans la première partie de son cours, le canal comporte un nombre important d'ouvrages d'art dont de nombreux tunnels, notamment au-dessus d'Entraigues,. Avant de quitter la vallée de la Bonne et de basculer au-dessus du Drac, une prise d'eau capte une partie du débit du canal pour alimenter une centrale hydroélectrique.

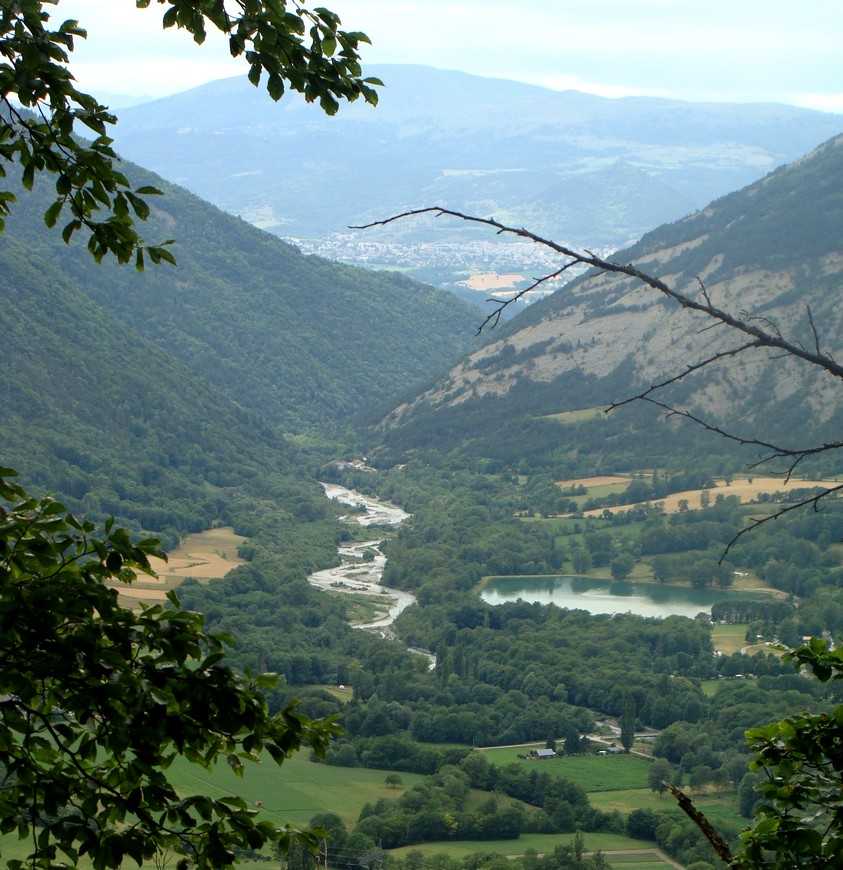
La vallée de la Bonne au niveau de Valbonnais ; le canal, non visible, s'écoule sur le flanc montagneux à gauche.

Long de plus de 40 kilomètres, sa pente est de 1,2 %.

## Histoire
Le cours moyen du Drac étant moins arrosé que certaines vallées voisines, la construction du canal est décidée vers le milieu du XIXe siècle afin de permettre l'irrigation de 490 hectares de terres en rive droite du Drac dans le Beaumont,. Il est mis en eau 1873 après les efforts conjoints de 2 000 paysans. La totalité de l'eau adductée n'étant pas utilisée par les agriculteurs, la centrale hydroélectrique de Beaumont est construite en 1910, alimentée par l'eau du canal acheminée par une conduite forcée.
Un sentier est aménagé le long du canal entre Saint-Laurent-en-Beaumont et La Salle-en-Beaumont en 2007 et 2008.
À la même période est construit le canal de Pellafol en rive gauche du Drac permettant l'irrigation du plateau de Pellafol.

## Gestion
Le canal est géré par un syndicat regroupant vingt agriculteurs. Il est mis en eau toute l'année jusqu'à la prise d'eau de la centrale et d'avril à novembre en aval pour l'irrigation,.